# Barbadillo
Barbadillo és un municipi de la província de Salamanca a la comunitat autònoma de Castella i Lleó. Limita al nord-oest amb Rollán, al nord-est amb Galindo y Perahuy, al sud amb Calzada de Don Diego i a l'oest amb Canillas de Abajo. En formen part els enclavaments de Muñovela, Valverde de Valmuza i Carrascalino situats al sud-est (entre Doñinos de Salamanca i Aldeatejada) i el de Gejo de Doña Mecía més al sud.

## Demografia
| 1991 | 1996 | 2001 | 2004 |
| ---- | ---- | ---- | ---- |
| 574  | 591  | 538  | 507  |